# Дрејперова писма
Дрејперова писма (енгл. Drapier's Letters) је заједнички назив за серију од седам памфлета које је 1724. и 1725. написао декан даблинске Катедрале Св. Патрика Џонатан Свифт. Свифт је желео да подигне јавно мнење у Ирској против званичног увођења у употребу бакарног новца који је ковала приватна ковница по дозволи државних власти Велике Британије. Власник ковнице Вилијам Вуд добио је писмену дозволу (патент) да кује бакарни новац, за који је Свифт сматрао да је лошијег квалитета од прописаног. Свифт је додељивање патента сматрао за чин корупције и у својим памфлетима је изнео мишљење да је Ирска конституционално и финансијски независна од Велике Британије. Пошто је главна тема Дрејперових писама била политички осетљива, Свифт је писао под псеудонимом М. Б. Дрејпер (енгл. M. B., Drapier) како би избегао негативне последице свог ангажмана.
Иако је Влада Ирске осудила Писма, по захтеву британске владе, памфлети су и даље инспирисали јавно мнење против Вуда и његовог патента. Убрзо је бакарни новац био бојкотован широм Ирске, тако да је Волополова влада морала да повуче патент. Свифт је касније слављен због свог ангажовања у корист ирског народа. Many Irish people recognised Swift as a hero for his defiance of British control over the Irish nation. Поред тога што је сматран за хероја, многи критичари су сматрали Свифта, макар и кроз псеудоним који је користио, као првог организатора "шире ирске заједнице", иако је било спорно ко све чини ту заједницу. Англикански надбискуп Даблина, Вилијам Кинг, назвао је Свифта "Наш ирски декан, бацач бакарних новчића." (енгл. "Our Irish Copper-Farthen Dean").
Дрејперова писма су први пут објављена заједно 1734. године. Приредио их је Џорџ Фокнер у Делима Џонатана Свифта заједно са алегоричном насловном страном на којој писац прима похвале и захваљивања од ирског народа. Данас Дрејперова писма спадају у важније Свифтове политичке списе, заједно са Гуливеровим путовањима из 1726. године.